# Trajana
Trajana is een geslacht van weekdieren uit de klasse van de Gastropoda (slakken).

## Soort
- Trajana perideris (Dall, 1910)